# Test Drive 6
Test Drive 6 est un jeu vidéo de course urbaine développé par Pitbull Syndicate, sorti à partir de décembre 1999 sur quatre plateformes : PC, PlayStation, Dreamcast et Game Boy Color. Il est le sixième de la série Test Drive, dont la première production est sortie en 1987.

## Développement
La série Test Drive, qui était dans les années 1990 exclusive à la PlayStation et au PC, a été revendue a Infogrames. Cryo s'est engagé sur le fait que Test Drive 6 serait son dernier jeu de la série. Cryo Interactive a édité le jeu sur PlayStation ; quant à Infogrames, il s'est chargé de la version Dreamcast et PC. Xantera ont développé, quant à eux, la version Game Boy Color.